# Estudi de Crist
Estudi de Crist és un quadre del pintor valencià Joaquim Sorolla i Bastida realitzat en pintura a l'oli sobre llenç a 1883.
És una pintura de contingut religiós, amb fons fosc a l'estil barroc de Diego Velázquez, que representa a Crist crucificat amb el cap inclinat a la dreta i la mirada cap al cel. Pintada a l'oli sobre un llenç de tafetà amb un bastidor i un marc daurat, tots dos de fusta. Les seves dimensions són de 97 × 62 cm.
L'obra estava documentada al catàleg de Bernardino de Pantorba La vida y la obra de Joaquín Sorolla (1953), a l'apartat per a obres destinades a particulars o en lloc desconegut.
Va pertànyer a un col·leccionista privat de Madrid que ho va adquirir en una subhasta el 2006. El quadre estava signat de forma il·legible i concisa sobre la pintura, datat el 1883 en un lateral i dedicat a qui després va ser la seva sogra, Clotilde Pons García, esposa d'Antonio García Peris, per a qui per aquell temps Sorolla era assistent i il·luminador del seu estudi de fotografia. Els diversos estudis del Centre d'Art d'Època Moderna de la Universitat de Lleida van demostrar que l'obra és original.
El 2015 el quadre va tornar a ésser subhastat per un valor de 100 000 euros.